# Hikmet Şimşek
Hikmet Şimşek (1924, Pervari - 2001, Ankara) fue un director de orquesta turco de música clásica.
En 1936, ingresó al colegio militar. En 1946, antes de completar su educación militar, fue transferido al Conservatorio de Ankara donde fue entrenado bajo la tutela de Eduard Zückmeyer, Ferit Alnar y Adnan Saygun. En 1953 se graduó del conservatorio con honores. Se casó con la pintora Nihal Şimşek.
Después de 1959 fue designado como director asistente de la Orquesta sinfónica Presidencial de Turquía. Mantuvo esta posición hasta 1986. Trabajó duro para publicitar la música clásica por programas de radio de Turkish Radio y Television Corporation los domingos. En esos programas, antes de tocar, daba conferencias de las composiciones. También introdujo compositores turcos. En 1981, recibió el título honorario de artista del estado de Turquía. En los 1980's, realizó algunos álbumes con composiciones de Turquía. 
También tomó parte en la formación de tres nuevos conservatorios en Turquía, nómbrense los de İzmir, Bursa y Çukurova. Murió en 2011 debido a un tumor cerebral.